# Andrei Abraham
Andrei Abraham (ur. 7 września 1916 w Klużu, zm. 20 lutego 1980 w Islington) – rumuński gimnastyk. Uczestnik Igrzysk Olimpijskich w 1936 w Berlinie. Na igrzyskach olimpijskich zajął 104. miejsce w wieloboju gimnastycznym.